# Földényi Béla
Földényi Béla; Feldinger (Temesvár, 1850. október 12. – Gödöllő, 1895. december 11.) színész, Földényi László apja.

## Életútja
Apja, Feldinger Frigyes zeneszerző (született 1819. április 5-én, Temesvárott, meghalt 1900. október 2-án, Budapesten.) Tanulmányait Budapesten, Kecskeméten és Nagykőrösön végezte. 1864. január 25-én lépett a színipályára, egy évtizedig vidéki társulatoknál játszott. 1870. április 3-án vendégszerepelt a Nemzeti Színházban, Rákosi Jenő Aesopus című vígjátéka Alkias szerepében, 1877-ben az intézethez szerződtették, ahol mint epizód- és bonvivánszínész elsőrangú helyet érdemelt ki, 1888-ig volt az intézmény tagja. A 47-ik cikkben feledhetetlen Patin volt. Kiválót produkált a Zalameai bíróban mint Don Mendo. A modern vígjátékban jeleskedett és a szalonkomikum legfinomabb magyarázói közé tartozott. A jellemzőt minden túlzás nélkül tudta kiemelni és akkor sem ment túl a diszkréció határán, amikor a közönséget harsogó nevetésre bírta. Vidéken rendezéssel is foglalkozott.

## Fontosabb szerepei
- Carillac Jean (ifj. Dumas: Francillon)
- Tibource (Sardou: Idegesek)
- Don Mendo (Calderón: A zalameai bíró)
- Kokas (Csiky Gergely: Mukányi)
- Gaston (Ohnet: A vasgyáros)
- Mercutio (Shakespeare: Rómeó és Júlia)

## Működési adatai
1868–69, ill. 1871–72: Arad (Follinus Jánosnál); 1871, Eger–Pécs (Mosonyi Károlynál); 1872, Szabadka; 1873–77, Kolozsvár; 1878, Győr.